# موکسی (آزمون اکسیژن مریخ)

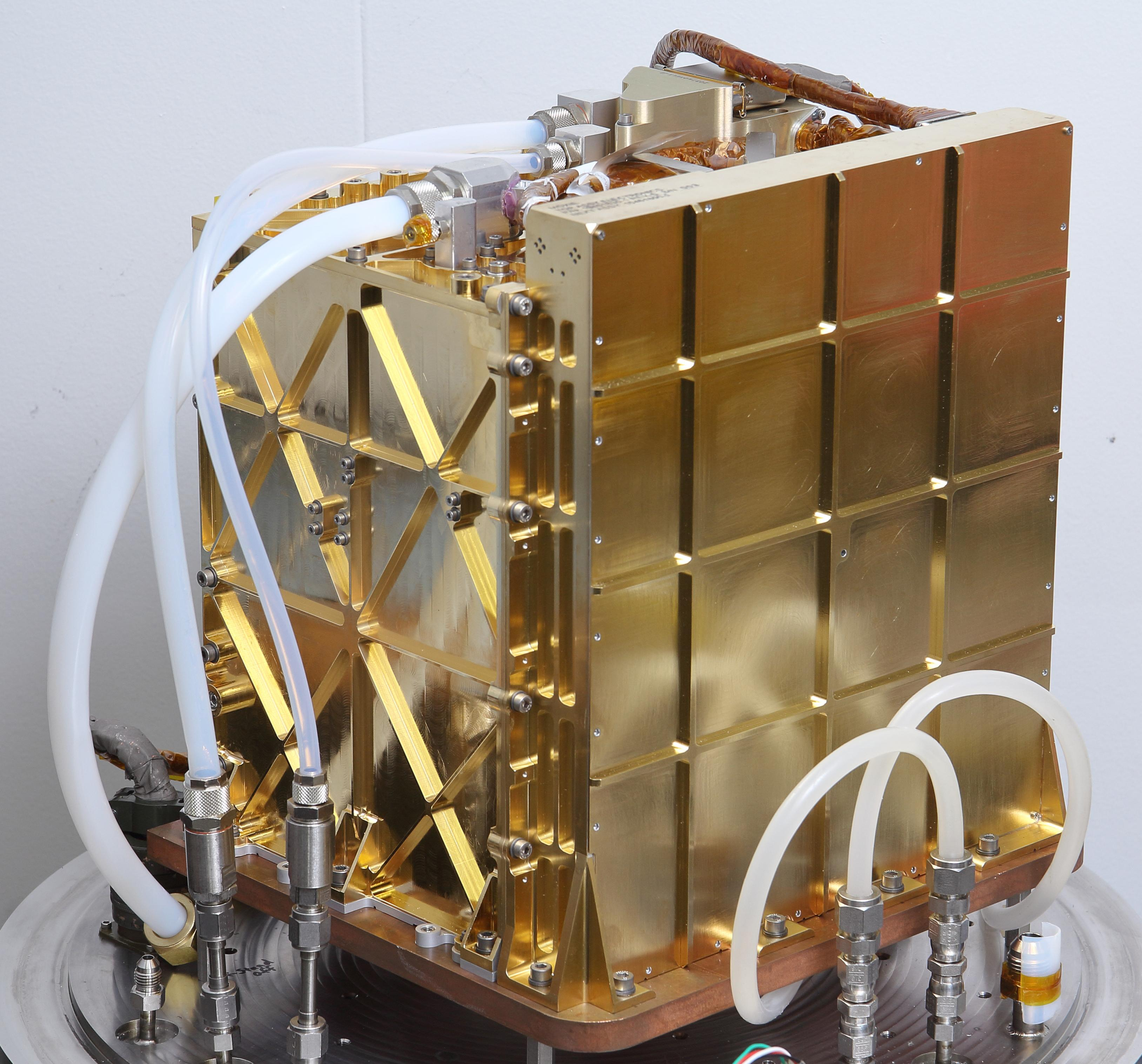
وزن دستگاه ۱۷٫۱ کیلوگرم، با ابعاد - ۲۳٫۹ × ۲۳٫۹ × ۳۰٫۹ سانتی‌متر، توان - ۳۰۰ وات.

موکسی یا آزمون استفاده از منابع اکسیژن در محل (انگلیسی: Mars Oxygen ISRU Experiment)
یک نمایش فناوری در برنامهٔ مریخ ۲۰۲۰ ناسا مأموریت پشتکار برای بررسی فرایند تهیه اکسیژن در مریخ است. در ۲۰ آوریل ۲۰۲۱، موکسی موفق شد از دی‌اکسید کربن موجود در اتمسفر مریخ با استفاده از الکترولیت‌های سرامیکی (اکسید جامد)؛ نخستین استخراج آزمایشی یک منبع طبیعی یک سیارهٔ دیگر برای استفادهٔ انسان، اکسیژن تولید کند.
فناوری نشان داده شده توسط موکسی می‌تواند سرانجام برای تهیه اکسیژن قابل تنفس در مأموریت انسانی استفاده شود. اکسیژن فراهم شده همچنین می‌تواند برای تولید سوخت پیشرانه و آب؛ با ترکیب اکسیژن تولید شده با هیدروژن، به‌کار رود.
این آزمایش با همکاری مؤسسه فناوری ماساچوست (MIT)، در رصدخانه هیستاک و آزمایشگاه پیشرانه جت NASA / Caltech (JPL) طراحی شده‌است.

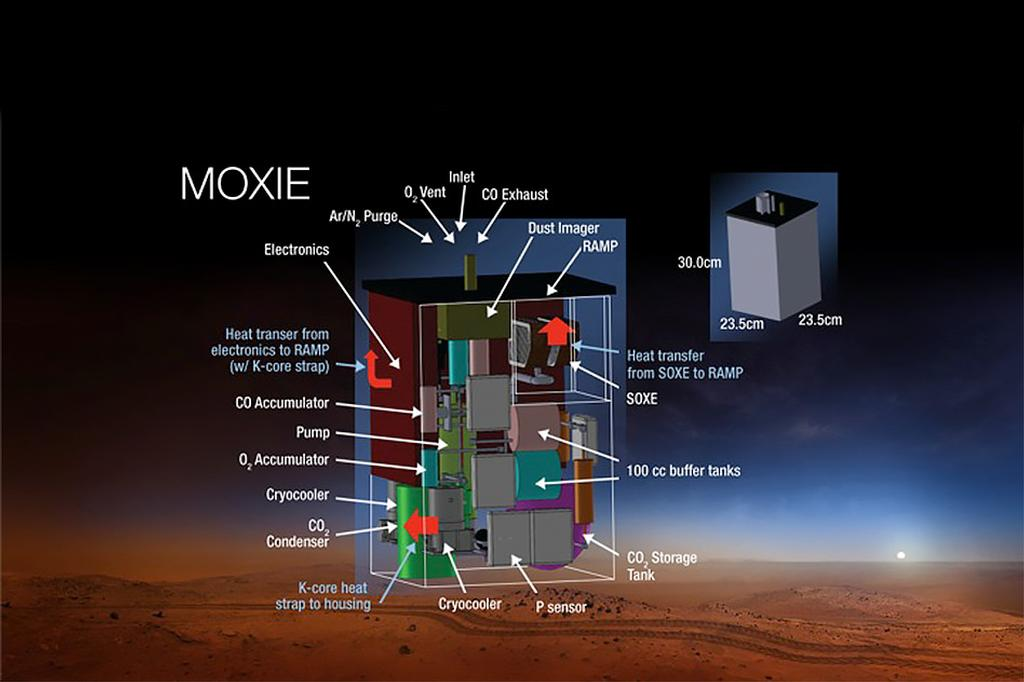
موکسی: تهیه اکسیژن از دی‌اکسید کربن